# 卡斯科鎮區 (密歇根州阿勒根縣)
卡斯科鎮區（英語：Casco Township）是位於美國密歇根州阿勒根縣的一個行政鎮區。

## 地方資料
卡斯科鎮區的面積為100.90平方千米，當中陸地面積為100.70平方千米，而水域面積為0.20平方千米。根據2010年美國人口普查的數據，當地共有人口2796人，而人口密度為每平方千米27.71人。